# Jakob Nobs
Jakob Nobs (* 11. November 1883 in Nidau; † 9. April 1986 in Thun; reformiert, heimatberechtigt in Schüpfen) war ein Schweizer Unternehmer.

## Leben
Jakob Nobs wurde am 11. November 1883 als Sohn des Jakob Nobs Senior in Nidau geboren. Er absolvierte eine Ausbildung zum Maschinenkonstrukteur am Technikum Biel, die er 1907 mit dem Diplom abschloss. In der Folge sammelte er Berufserfahrung im In- und Ausland. Danach war Nobs als Betriebsleiter der mechanischen Werkstätte der Bernischen Kraftwerke in Nidau, ab 1914 der Berna Milk in Thun, tätig.
Im Jahr 1917 gründete Jakob Nobs in Thun eine mechanische Werkstatt, aus der eine Kommanditgesellschaft und 1968 die Nobs & Cie. AG hervorging. In seiner Fabrik in Gwatt wurden vor allem Kaltformpressen, Bandschneide- und Bandbearbeitungsanlagen hergestellt, wovon rund die Hälfte in den Export ging.
Ausserdem fungierte er im Jahr 1931 als Kommandant der Infanteriebrigade 8 sowie als Präsident der kantonalbernischen Offiziersgesellschaft. Jakob Nobs, der unverheiratet blieb, verstarb am 9. April 1986 in Thun.